# Paul Bernhard Limburger

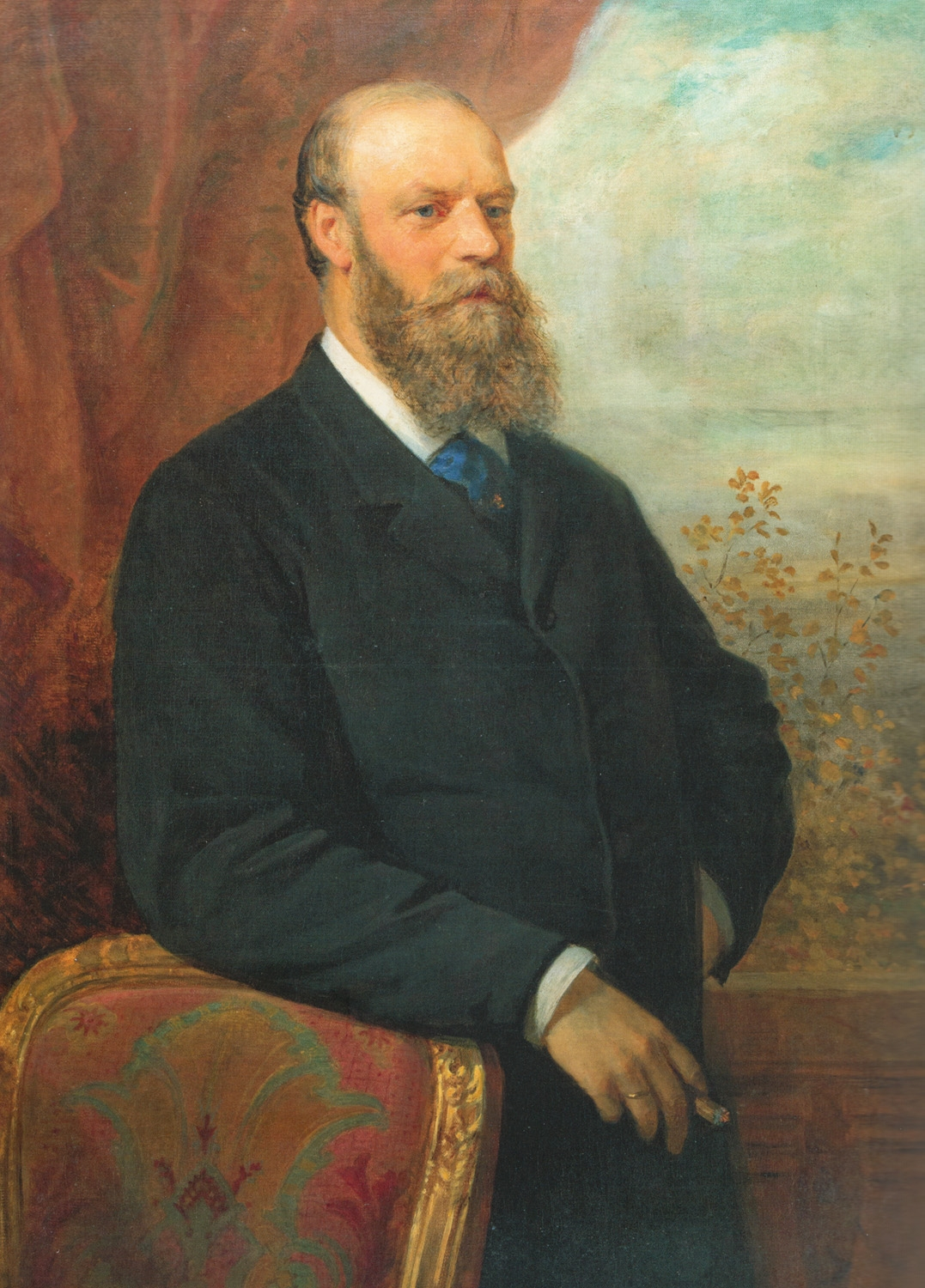
Paul Bernhard Limburger, 1874
(Gemälde von Bernhard Plockhorst)

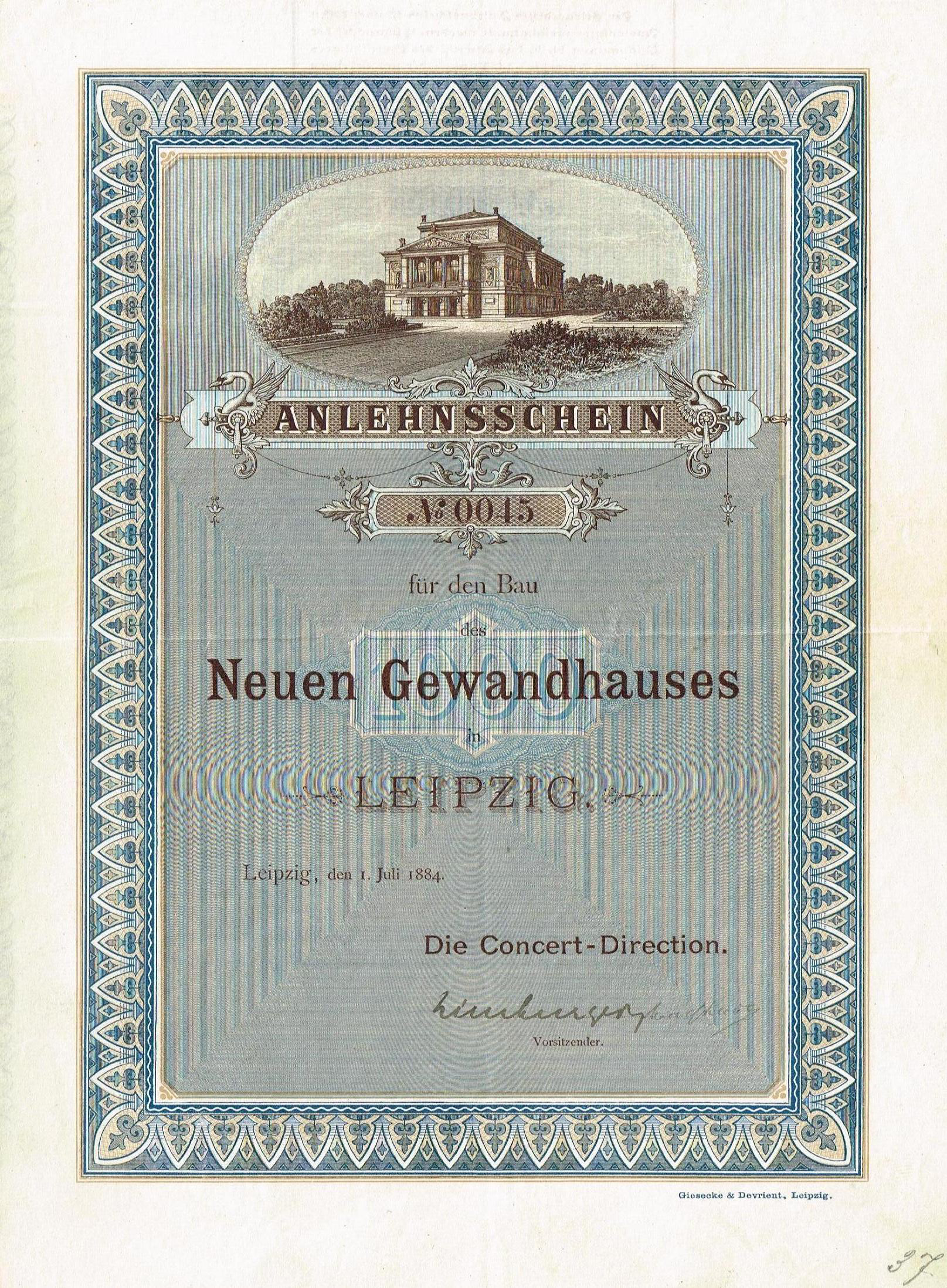
Anlehnsschein für den Bau des Neuen Gewandhauses in Leipzig vom 1. Juli 1884 mit der Unterschrift von Paul Bernhard Limburger als Vorsitzender der Concert-Direction

Paul Bernhard Limburger (* 16. Juli 1826 in Leipzig; † 10. Oktober 1891 in Dölitz) war ein deutscher Kaufmann.

## Leben
Bernhard Limburger stammte aus einer traditionsreichen Leipziger Kaufmannsfamilie des Seiden- und Garnhandels. Sein Vater Julius Bernhard Limburger starb mit 27 Jahren, als der Sohn erst anderthalb Jahre alt war. Sein Stiefvater wurde später der nur 14 Jahre ältere General Gustav Friedrich von Beyer (1812–1889), der außerhalb Leipzigs militärische Dienste für das Königreich Preußen und das Großherzogtum Baden versah und seine letzten Lebensjahre im Familienkreis seines Stiefsohns in Leipzig verbrachte.
Bernhard Limburger war für die Fortführung des Handelshauses, das sein Großvater Jacob Bernhard Limburger leitete, vorgesehen. Seine Ausbildung erfuhr er ab dem sechsten Lebensjahr auf der Internatsschule Schnepfenthal und ab dem dreizehnten Lebensjahr auf einer Realschule in Leipzig. Nach der Lehre im großväterlichen Betrieb absolvierte er Volontariate in Handelshäusern in Großbritannien und Italien. Mit 25 Jahren wurde er Teilhaber in dem von seiner verwitweten Großmutter geführten Geschäft und sechs Jahre später Hauptgesellschafter.
1856 heiratete er Emma Charlotte Koch aus einer Kaufmannsfamilie in Frankfurt am Main. Aus der Ehe gingen vier Söhne und eine Tochter hervor. Um 1860 erbaute er auf dem Eckgrundstück Schillerstraße 4 / Neumarkt ein Wohn- und Geschäftshaus, das heute in veränderter Form erhalten ist, und in dem damaligen Leipziger Vorort Dölitz eine Villa als Landsitz. Beide Bauten stehen unter Denkmalschutz.
Offenbar von seinem Großvater, der nebenberuflich Sänger und Musikorganisator gewesen war, hatte Bernhard Limburger das Verständnis und das Interesse an der Musik übernommen. Im Dölitzer Landhaus veranstaltete er Soireen, in denen berühmte Musiker wie Johannes Brahms, Anton Rubinstein, Pablo de Sarasate und Clara Schumann auftraten sowie Mitglieder der sächsischen Königsfamilie zu Gast waren. 1868 wurde Limburger wie sein Großvater Mitglied der Gewandhaus-Direktion, und von 1881 bis zu seinem Lebensende war er deren Vorsitzender. Er nahm aktiv Einfluss auf die Programmgestaltung der Konzerte, und auch die Initiative zur Errichtung des Gewandhauses im Musikviertel wird ihm zugeschrieben.

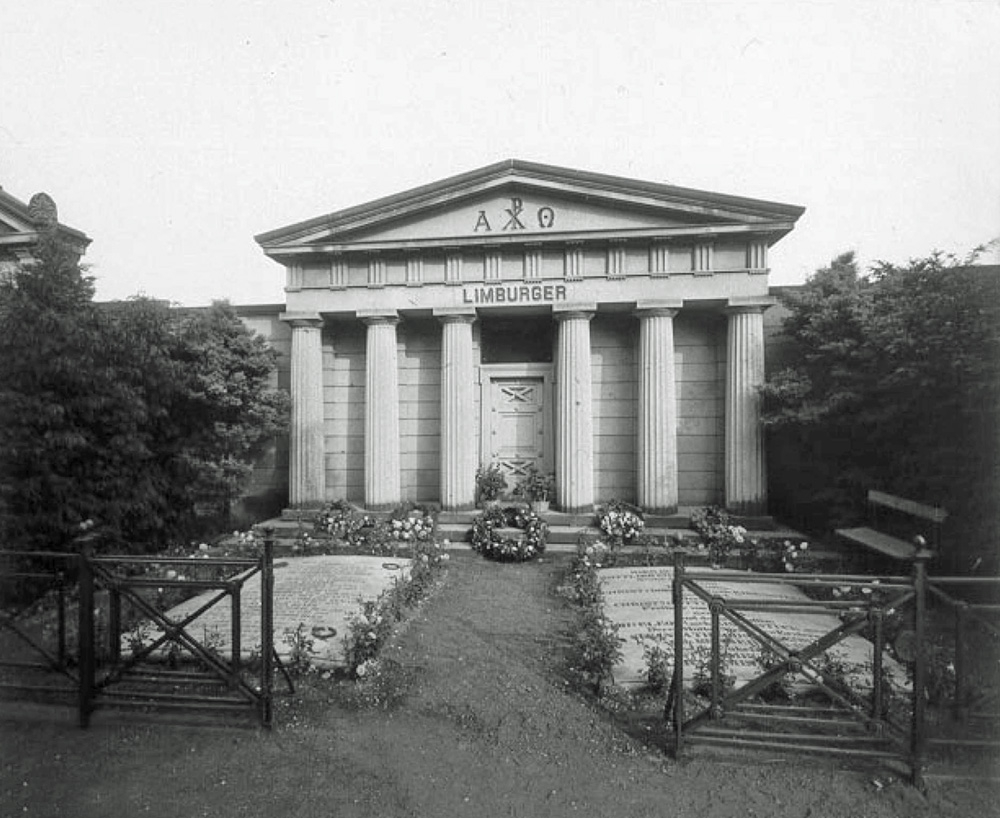
Grab der Familie Limburger (vor 1910)

Limburger war Mitglied und Senior der wohltätigen Vertrauten Gesellschaft. Er war Stadtrat und ab 1873 Vizekonsul des Königreichs Italien sowie ab 1874 Konsul des Großherzogtums Baden. Er war Direktoriumsmitglied der Leipziger Lebensversicherungsgesellschaft, Vizepräsident der Handelskammer zu Leipzig und in den Aufsichtsräten diverser Leipziger Unternehmen tätig.
Bernhard Limburger wurde in der Familiengruft auf dem Neuen Johannisfriedhof beigesetzt, der ab 1950 dem Friedenspark weichen musste.

## Ehrung
1897 wurde eine Straße im Leipziger Südwesten „zu Ehren des verstorbenen Kaufmanns und seiner Leipziger Vorfahren“ als Limburgerstraße benannt.